# Онджохеті
Онджохеті (груз. ონჯოხეთი) — село в Грузії.
За даними перепису населення 2014 року в селі проживає 90 осіб.